# Musas
Musas (titolo completo: Musas: un homenaje al folclore latinoamericano en manos de Los Macorinos, vol. 1) è il sesto album in studio della cantante messicana Natalia Lafourcade, pubblicato nel 2017 e registrato insieme al duo di musica acustica Los Macorinos.

## Tracce
1. Tú Sí Sabes Quererme – 4:05 (Lafourcade)
2. Soledad y el Mar – 3:35 (Lafourcade, David Aguilar)
3. Mexicana Hermosa – 3:29 (Lafourcade, Gustavo Guerrero)
4. Qué He Sacado Con Quererte – 4:25 (Violeta Parra Sandoval)
5. Rocío de Todos los Campos – 4:48 (Lafourcade)
6. Mi Tierra Veracruzana – 3:45 (Lafourcade)
7. Te Vi Pasar – 2:38 (Agustín Lara)
8. Son Amores (That's Amore) – 3:44 (Jack Brooks, Harry Warren)
9. Tú Me Acostumbraste – 3:08 (Frank Domínguez)
10. Soy lo Prohibido – 3:43 (Roberto Cantoral, Francisco Dino Lopez Ramos)
11. Tonada de Luna Llena – 4:59 (Simón Díaz)
12. Vals Poético (Instrumental) – 3:17 (Juan Carlos Allende, Felipe Villenueva)